# Estadio Kastrioti
El estadio Stadiumi Kastrioti es una instalación deportiva ubicada en Krujë en Albania.
Se utiliza sobre todo para el fútbol y es el estadio del equipo de Klubi Sportiv Kastrioti. 
La planta tiene una capacidad de 10.000 asientos y está aprobado para la Kategoria Superiore. 
El campo de juego es de césped totalmente natural y mide 65x105 m.